# Минуано
Минуано је врста ветра који дува у Јужној Америци. Јавља се изнад Бразила и Уругваја, хладан је и доноси кишу. Настаје када се изнад Огњене земље формира антициклон.